# Bromuro de aclidinio
El bromuro de aclidinio (DCI, comercializado bajo el nombre de Pressair Tudorza en los EE. UU. y como Eklira Genuair / Bretaris Genuair en Europa) es un antagonista muscarínico inhalado de acción prolongada aprobado por la FDA de Estados Unidos el 24 de julio de 2012 como tratamiento para la enfermedad pulmonar obstructiva crónica (EPOC). En los estudios de evaluación, el aclidinio mostró un antagonismo potente por los receptores muscarínicos humanos, con un largo tiempo de permanencia en los receptores M3 y un menor tiempo de permanencia en los receptores M2, lo que indica el potencial de proporcionar una broncodilatación sostenida.
El aclidinio se hidroliza rápidamente en el plasma humano, a diferencia de otros antimuscarínicos actualmente disponibles, incluyendo el tiotropio, esto da lugar a una exposición sistémica muy baja y transitoria, lo que sugiere un potencial reducido de efectos secundarios relacionados con problemas sistémicos en el ámbito clínico.
Los primeros estudios clínicos en sujetos sanos han confirmado la baja biodisponibilidad sistémica y el perfil de seguridad favorable en dosis únicas y múltiples de aclidinio. En los ensayo de fase IIb, que incluyó a 464 pacientes con EPOC de moderada a severa, el bromuro de aclidinio mostró una actividad broncodilatadora duradera y fue bien tolerado. En estudios más recientes se ha evaluado su posible uso como tratamiento de la fibrosis pulmonar.